# Dögginger Tunnel
Der Dögginger Tunnel ist ein 535 Meter langer eingleisiger Eisenbahntunnel in Baden-Württemberg. Er ist Teil der Höllentalbahn, befindet sich im Streckenabschnitt zwischen Kappel-Gutachbrücke und Hüfingen bei Kilometer 63,1 und unterführt die Ortschaft Döggingen. Der Tunnel ist der längste dieser Eisenbahnstrecke und bildet mit 749,26 m ü. NN den zweithöchsten Punkt. Der Tunnel unterquert die europäische Hauptwasserscheide zwischen dem Schwarzen Meer und der Nordsee.